# Ка Певере (Ферара)
Ка Певере (итал. Ca' Pevere) је насеље у Италији у округу Ферара, региону Емилија-Ромања.
Према процени из 2011. у насељу је живело 23 становника. Насеље се налази на надморској висини од 9 м.